# Andrzej Kryński (unihokeista)
Andrzej Kryński (7 marca 1986) – polski unihokeista.

## Kariera klubowa
- UKS Bankówka Zielonka (? – 2011)
- MUKS Zielonka (2011 –

## Sukcesy

### Klubowe
- Mistrzostwo Polski – (1 x ): 2013/14
- Wicemistrzostwo Polski – (2 x ): 2012/13, 2014/15,
- Brązowy medal – (2 x ): 2009/10, 2011/12[1].

### Reprezentacyjne
Statystyki występów w reprezentacji.
| Turniej                                       | Rok  | M | B | A | Pkt |
| --------------------------------------------- | ---- | - | - | - | --- |
| Mistrzostwa Świata w unihokeju (kwalifikacje) |      | 9 | 1 | 3 | 4   |
|                                               | 2016 | 4 | 0 | 2 | 2   |
|                                               | 2014 | 5 | 1 | 1 | 2   |
| Mistrzostwa Świata w unihokeju                |      | 5 | 1 | 0 | 1   |
|                                               | 2010 | 5 | 1 | 0 | 1   |
| Pozostałe występy w reprezentacji             |      | 5 | 0 | 0 | 0   |
|                                               | 2010 | 5 | 0 | 0 | 0   |